# 许朝军
许朝军（1980年—）是一位湖北企业家。人人网负责人，点点网、啪啪创始人兼CEO。

## 生平
1980年出生在湖北仙桃市，16岁考入清华大学，2000年毕业于清华大学计算机科学与技术系，先后在ChinaRen、搜狐、千橡互动集团（校内网和开心网）、盛大网络、边锋网络任职，2011年2月起创办点点网和“啪啪”应用，2017年7月因涉嫌开设赌局被批准逮捕。